# Zehrental
Zehrental är en kommun i Landkreis Stendal i förbundslandet Sachsen-Anhalt i Tyskland.
Kommunen bildades den 1 januari 2010 genom en sammanslagning av de tidigare kommunerna Gollensdorf och Groß Garz.
Kommunen ingår i förvaltningsgemenskapen Seehausen (Altmark) tillsammans med kommunerna Aland, Altmärkische Höhe, Altmärkische Wische och Seehausen (Altmark).